# Еванджелін (етиленопровід)
Еванджелін (етиленопровід) — трубопровід на півдні США, який пов'язує район з надлишковим виробництвом етилену із споживачами в долині річки Міссісіпі.
На південному сході Техасу біля самого кордону з Луїзіаною («Золотий трикутник» нафтохімічної промисловості з «вершинами» у вигляді міст Бомонт, Орандж та Порт-Артур) діють численні установки парового крекінгу. Для постачання виробленого тут етилену на схід проклали трубопровід Еванджелін, котрий може отримувати ресурс з точок підключення компаній:
- ExxonMobil (володіє піролізною установкою в Бомонті);
- Chevron (установка в Порт-Артурі);
- Koch Pipeline Company (володіє Flint Hills Resources, якій належить ще одна установка в Порт-Артурі).
В Луїзіані Еванджелін виходить до підземного сховища на хабі Choctaw, яке працює з розподільчою мережею компанії Boardwalk Louisiana Midstream, котра й забезпечує підключення різних споживачів. Ця ж компанія в 2014-му викупила Еванджелін у попереднього власника Chevron, після чого провела його підключення до іншого підземного сховища в Сульфур на південному заході Луїзіани.
Еванджелін має довжину 176 миль та річну пропускну здатність до 1,18 млн тонн етилену. В 2018-му були оголошені плани встановлення додаткової насосної станції, що має збільшити можливості етиленопроводу.